# Roger Girod (Musiker)
Roger Girod (* 2. Juni 1945 in Winterthur) ist ein Schweizer Jurist und Musiker.

## Leben und Wirken
Girod studierte nach der Hochschulreife zunächst Rechtswissenschaften und ließ sich als Rechtsanwalt nieder. Parallel dazu erhielt er klassischen Musikunterricht an Orgel und Klavier bei Werner Bärtschi. Als Autodidakt näherte er sich dem Jazz und der Improvisationsmusik und absolvierte Kurse bei Karl Berger und Werner Lüdi. In den 1970er Jahren führte er musikalisches Kabarett mit dem „Lala-Quintett“ auf und spielte mit der Gruppe „GNU“ Hardbop. In einem Duo mit dem Bassklarinettisten Peter Schmid und mit dem Ensemble „atonall“ wendete er sich zunehmend freierem Jazz zu. Auch war er mit Jürg Solothurnmann, Ellen Christi bzw. Franziska Baumann und Thomas Hirt in einem Programm mit der Lyrik von E. E. Cummings unterwegs, mit dem er auch auf dem Konstanzer Jazz Festival gastierte. Er spielte Filmmusiken ein (für den Dokumentarfilm Louis Conne – ein Leben lang), begleitete Sängerinnen wie La Lupa oder Franziska Welti und arbeitete mit Tänzern und mit Schauspielern in interdisziplinären Projekten zusammen. 1987 begründete er die Reihe Konzerte für FrühaufsteherInnen in Winterthur und Zürich, in der er mit Musikern wie Pierre Favre, seinem Sohn Dominique Girod, Jürg Grau, Barry Guy, Shirley Anne Hofmann, Hans Koch, Lauren Newton, Peter Schärli, Bruno Spoerri oder Co Streiff zusammenarbeitete.
Girod ist seit Anfang der 1990er Jahre professionell als Musiker tätig und unterrichtet Gruppen- und Klavierimprovisation an der Zürcher Hochschule der Künste.
2012 wurde er – zusammen mit seiner Frau Ruth – mit dem Carl-Heinrich-Ernst-Kunstpreis ausgezeichnet.

## Diskographische Hinweise
- atonall (Creative Works Records 1993)
- Windschief (Creative Works Records 1996)
- A Deeper Season Than Reason (Unit Records 2001)